# Демьянюк, Алексей Владимирович
Алексей Владимирович Демьянюк (30 июля 1958 — 5 апреля 1999) — спортсмен-легкоатлет, чемпион СССР по прыжкам в высоту. Мастер спорта СССР международного класса. Отец украинского легкоатлета (прыжки в высоту) Дмитрия Демьянюка.

## Биография
Родился в Барановке, Житомирская область, в 1958 году. Окончил Барановскую среднюю школу № 1. В школьные годы увлёкся лёгкой атлетикой, первым наставником был Дмитрий Иванович Присяжнюк. Занимался вместе с Валерием Лебедюком, Владимиром Сусом, которые тоже достигли значительных успехов в спорте. В 1978 году стал членом юниорской сборной. В 1979 году на первенстве Европы, которое проходило в ФРГ, завоевал пятое место. В 1980 году занял второе место в чемпионате СССР, выиграл в соревнованиях памяти братьев Знаменских и был зачислен в сборную СССР. Принял участие в Олимпиаде-80, которая проходила в Москве. В том же году стал чемпионом СССР, за год до этого завоевал Кубок СССР. Принял участие в товарищеской встрече с легкоатлетами США и победил, покорив высоту 2 м 33 см, что на то время было его личным рекордом и одним из лучших результатов в мире. Был участником альтернативных игр «Дружба-84».
Алексей Демьянюк внедрял новаторские подходы в системе тренировок, которые признавали ведущие спортсмены того времени. Он первым в мире придумал модель специализированной прыжковой обуви, которую со временем мировые фирмы-производители внедрили в своё производство.
Демьянюк был женат на Татьяне Маркевич, также прыгунье в высоту, в настоящее время она — директор львовской туристической компании. У пары было двое сыновей: старший Дмитрий и младший Максим.

## Смерть и память
Погиб в 1999 году: его нашли мёртвым в комнате для задержанных на пограничной заставе № 7 в городе Чоп на Закарпатье. Он ехал на поезде «Москва — Прага» к товарищу Александру Безкровному в Словакию, хотел остаться там работать. На станции Чоп Алексея Демьянюка 4 апреля задержали пограничники — проверяли его заграничный паспорт. Через 13 часов он умер. У спортсмена нашли бутылку водки, а в крови — наркотик морфин. В свидетельстве о смерти написали: удушение рвотными массами из-за алкогольного опьянения. По словам жены, Демьянюк никогда не злоупотреблял спиртным. Виновным признали солдата, который утром заступил на дежурство. Похоронили Алексея накануне Пасхальных праздников 9 апреля 1999 года.
В память о нём друзья основали турнир «Мемориал Алексея Демьянюка», который проходит во Львове. Ежегодно турнир собирает 100—150 участников из разных регионов Украины и Белоруссии и 400—500 зрителей.